# Taisan-ji (Kōbe)

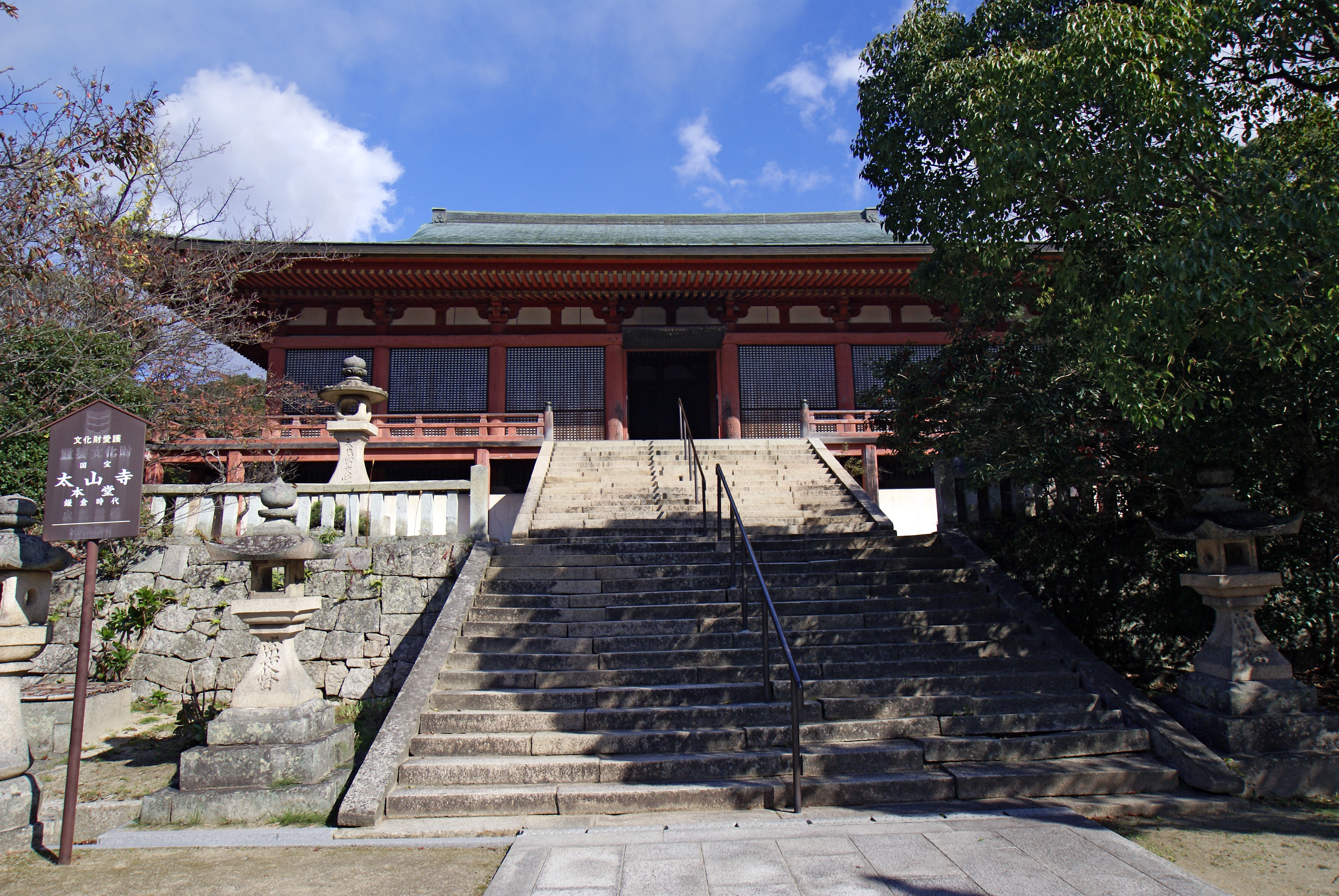
Haupthalle (Nationalschatz)

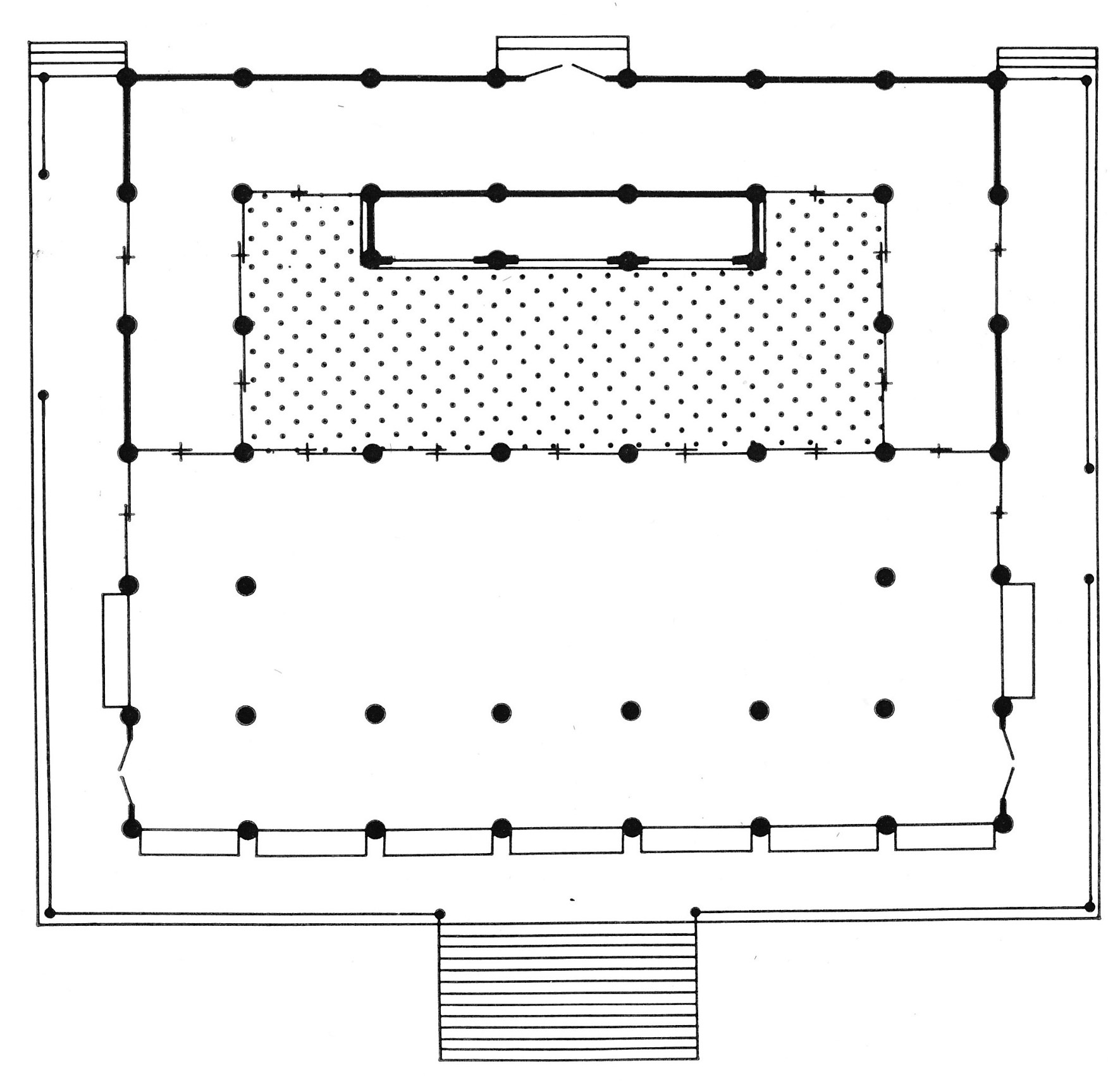
Plan des Tempels

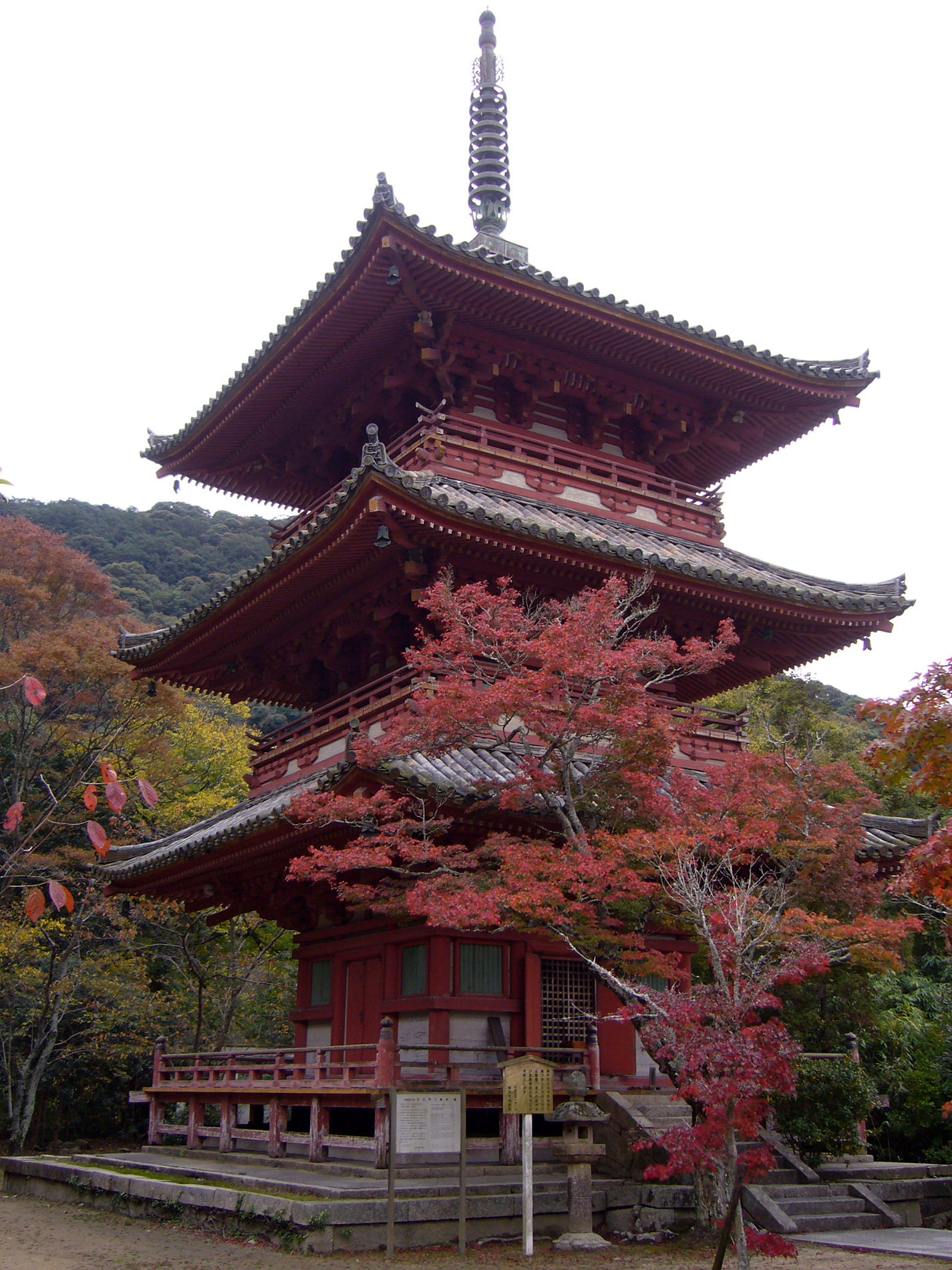
Dreistöckige Pagode

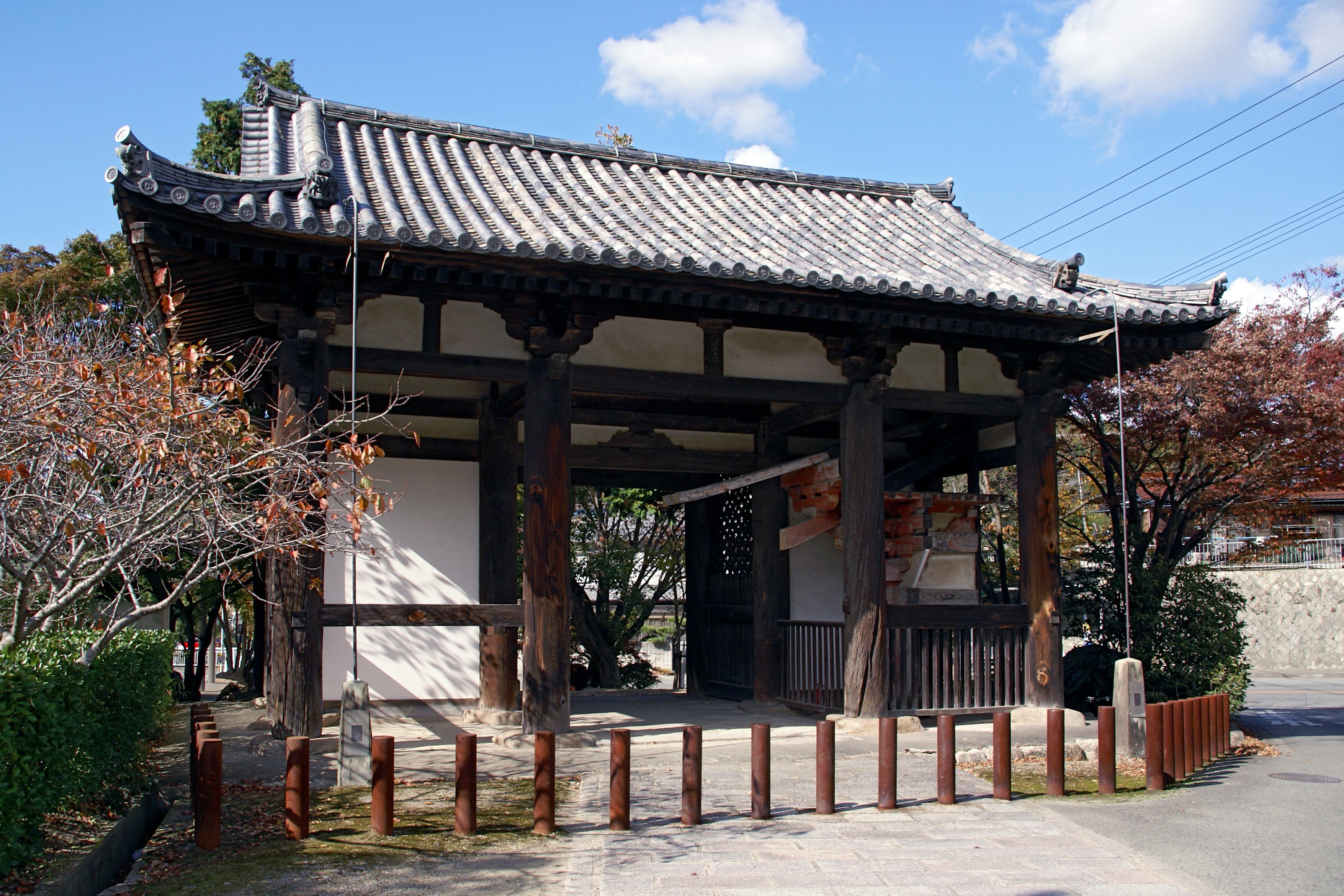
Niō-Tor

Der Taisan-ji (japanisch 太山寺) mit dem Bergnamen Sanshin-zan (三身山) ist ein Tempel der Tendai-Richtung des Buddhismus in der Stadt Kōbe in der Präfektur Hyōgo. Er ist der 25. Tempel des Neuen Saigoku-Pilgerwegs.

## Geschichte
Der älteste Sohn von Fujiwara no Kamatari, Jōe-oshō (定恵和尚), beschloss, einen Tempel im Jahr 716 anlegen zu lassen, was sein Enkel Umakai (宇合) mit dem Bau der Gebäude samt Pagode durchführte. Umakai soll erkrankt in einer nahe gelegenen heißen Quelle Erholung gesucht haben, als ihm im Traum der heilende Buddha Yakushi Nyorai erschien und ihm den Bau einer vollständigen Tempelanlage befahl, innerhalb derer er dann verehrt wurde. Für Kaiser Genshō wurde der Tempel zum Gebetstempel, weitere Kaiser folgten diesem Beispiel, bis schließlich die ganze Bevölkerung den Tempel verehrte.
Als Prinz Daito no Miya Moriyoshi am Ende der Kamakura-Zeit gegen die Hōjō kämpfte, wies er den Tempel an, die Truppen von Akamatsu Norimura (赤松則村; 1277–1350) zu unterstützen. Dafür wurde unter anderem nördlich des Tempels auf einem Berg eine befestigte Anlage errichtet.
Seine Blütezeit erlebte der Tempel zur Zeit der Nord- und Südhöfe im 14. Jahrhundert. Damals war der Tempel von 41 Klausen, 8 Zweigtempel und 4 Schreinen umgeben. Von den Klausen sind nur noch das Ryūzō-in (龍象院), das Jōju-in (成就院), das An’yō-in (安養院) und das Kanki-in (歓喜院) erhalten.

## Die Anlage
Das einige hundert Meter vor dem Tempel stehende Tempelwächtertor (仁王門, Niō-mon) ist als Wichtiges Kulturgut Japans registriert. Es wurde von anderer Stelle hierher versetzt, die Statuen der Tempelwächter sind nicht mehr vorhanden. Es war ursprünglich ein hoch aufragendes zweistöckiges Tor mit einer Breite von 3 Ken, aber nach der Versetzung verzichtete man auf das obere Stockwerk, wobei der First einfacher gestaltet wurde. Das sind die Ergebnisse einer Zerlegung für eine Reparatur im Jahr 1958.
Auf dem Wege zum inneren Tempelbereich passiert man Garten des Untertempels An’yō-in (安養院). Er stammt aus der Momoyama-Zeit und ist als Schöner Anblick auf nationaler Ebene (国名勝, Kunimeishō) registriert.
Die Haupthalle (本堂, Hondō) ist als Nationalschatz registriert, es ist der einzige Nationalschatz innerhalb der Stadt Kōbe. Die ursprüngliche Halle brannte Anfang 1285 ab, die gegenwärtige dürfte aus dem Jahr 1300 stammen. Die Halle ist in einen vorderen Bereich (外陣, Gejin) und in einen inneren (内陣, Naijin) gegliedert. Im inneren Bereich befindet sich die Kultfigur des Tempels, der heilende Buddha (薬師如来, Yakushi Nyorai). Zusammen mit den anderen Figurengruppen ist die Aufstellung ein typisches Beispiel für einen Gebetsraum des esoterischen Buddhismus. Bei der Grundüberholung des Gebäudes 1964 ging man von teilweiser Dachbedeckung mit Ziegeln zu vollständiger Ausführung mit Kupferblech über.
An einer Ecke neben der Haupthalle steht ein Gedenkstein für den Vertreter der Yōmei-Lehre Kumazawa Banzan (1619–1691; Künstlername Sokuyūken (息遊軒)). Dieser war vom regierenden Daimyō Ikeda Mitsumasa (1609–1682) als Lehrer eingeladen worden und hatte seine Residenz in der Nähe. Er war an der Han-Schule Hanabatake Kyōjō (花畠教場) in Okayama aktiv.
Die Dreistöckige Pagode (三重塔, Sanjū-no-tō) rechts neben der Haupthalle stammt aus dem Jahr 1688 und ist als wichtiges Kulturgut der Präfektur registriert. Sie hat gestaffelte Dächer, die sich – im Unterschied zu alten Pagoden – kaum in der Größe unterscheiden, was typisch für die Edo-Zeit ist. Im Erdgeschoss wird ein Kongōkai Dainichi Nyorai (金剛大日如来) verehrt, der von den Vier Himmelskönigen geschützt wird. Der Andachtsraum ist nicht für die allgemeine Öffentlichkeit zugänglich.
Weiter zur Linken steht die Amida-Halle (阿弥陀堂町) aus dem Jahr 1688. Sie steht für die üblicherweise in Tempeln der Tendai-Lehre für Andachtsriten vorhandene Anbetungshalle (修行堂, Shugyōdō). Der verehrte sitzende Amida-Buddha stammt aus dem Anfang der Kamakura-Zeit und ist als wichtiges Kulturgut eingetragen．Er ähnelt dem 150 Jahre älteren Amida aus der Phönix-Halle des Byōdō-in in Aussehen und Größe (2,74 m).

## Schätze des Tempels
Als wichtige Kulturgüter besitzt der Tempel unter anderem 11 Gemälde, 9 Objekte des Kunstgewerbes (Rüstungen (yoroi) und Anderes) und 3 alte Schriftstücke, darunter das Daitō no Miya reishi oyobi chushin-jō (大塔宮令旨及注進状), das die Anweisungen des Prinzen Taitō no Miya zur Niederschlagung des Kamakura-Regimes aus dem Jahr 1344 enthält.